# Gonodes netopha
Gonodes netopha är en fjärilsart som beskrevs av William Schaus 1911. Gonodes netopha ingår i släktet Gonodes och familjen nattflyn. Inga underarter finns listade i Catalogue of Life.